# Andamanenslangenarend
De andamanenslangenarend (Spilornis elgini) is een vogel uit de familie Accipitridae (Havikachtigen). Het is een kwetsbare, endemische vogelsoort op de Andamanen, een eilandengroep in de Golf van Bengalen.

## Kenmerken
Deze roofvogel is 51 tot 59 cm lang en weegt 790 tot 1000 g en heeft een spanwijdte van 115 tot 135 cm. Dit is het formaat van een (gewone) buizerd. Kenmerkend zijn een korte kuif en een overwegend donkerbruin verenkleed met een heleboel kleine witte stippen. Er zijn meer en grotere stippen aan de onderzijde. De staart heeft lichte horizontale banden.

## Verspreiding en leefgebied
Deze soort komt voor op de Andamanen. Het leefgebied is vooral dicht, natuurlijk, altijd groenblijvend bos, dat voorkomt in het binnenland. Er zijn ook waarnemingen in gedegradeerd bos en in agrarisch landschap. De nauw verwante Indische slangenarend komt ook op sommige delen van de eilanden voor, maar heeft een voorkeur voor bossen langs de kust.

## Status
De andamanenslangenarend heeft een beperkt verspreidingsgebied en daardoor is de kans op uitsterven aanwezig. De grootte van de populatie werd in 2017 door BirdLife International geschat op één- tot vierduizend individuen en de populatie-aantallen nemen af door habitatverlies. Het leefgebied op de grootste, dichtst bevolkte eilanden wordt aangetast door omzetting van natuurlijk bos in gebied voor agrarisch gebruik en door versnippering van het bosareaal. Mogelijk is ook de jacht een negatieve factor. Om deze redenen staat deze soort als kwetsbaar op de Rode Lijst van de IUCN.